# Joe Jacobi
Joseph Bennet Jacobi, detto Joe (Washington, 26 settembre 1969), è un ex canoista statunitense.

## Palmarès

### Olimpiadi
- 1 medaglia:
  - 1 oro (Barcellona 1992 nello slalom C2)